# Peter Blake
 Ovo je glavno značenje pojma Peter Blake. Za likovnog umjetnika pogledajte Peter Blake (likovni umjetnik).
Peter Blake je američki pravnik i filmaš, trenutni koproducent popularne medicinske drame Dr. House. Osim produkcijom, Blake se bavi i pisanjem scenarija, a prije Housea je surađivao na pravničkoj seriji Odvjetništvo. 
Godine 1991. diplomirao je pravo na Harvardu, a studirao je i povijest i književnost. Prije Harvarda je pohađao The Collegiate Schoo u New Yorku. Po diplimiranju se zapošljava kao menadžer tvrtke Monitor, a od 2004. je član produkcijskog tima Dr. Housea.